# Badminton bei den Juegos Deportivos Nacionales de Colombia 2023
Badminton wurde bei den Juegos Deportivos Nacionales de Colombia vom 11. bis zum 15. November 2023 in Armenia in fünf Disziplinen gespielt.

## Medaillengewinner
| Disziplin    | Gold                                                   | Silber                                                 | Bronze                                                        |
| ------------ | ------------------------------------------------------ | ------------------------------------------------------ | ------------------------------------------------------------- |
| Herreneinzel | Dainne Marulanda Cano                                  | Miguel Angel Quirama Tuberquia                         | Daniel Borja Aleans                                           |
| Herreneinzel | Dainne Marulanda Cano                                  | Miguel Angel Quirama Tuberquia                         | Jhon Fernando Berdugo Palacio                                 |
| Dameneinzel  | Maria Yulieth Perez Tangarife                          | Juliana Giraldo Andrade                                | Laura Valentina Londoño Londoño                               |
| Dameneinzel  | Maria Yulieth Perez Tangarife                          | Juliana Giraldo Andrade                                | Valentina García Reinoso                                      |
| Herrendoppel | Jhon Fernando Berdugo Palacio Dainne Marulanda Cano    | Daniel Borja Aleans Miguel Angel Quirama Tuberquia     | Hugo Esmith Andrade Moncayo Yamid Fabricio Gironza Montenegro |
| Herrendoppel | Jhon Fernando Berdugo Palacio Dainne Marulanda Cano    | Daniel Borja Aleans Miguel Angel Quirama Tuberquia     | Edgar Andrés Mejia Prada Sebastian Mauricio Rosero Certuche   |
| Damendoppel  | Manuela Restrepo Franco Sara Julieth Avila Tirado      | Juliana Giraldo Andrade Karen Patiño Marin             | Laura Valentina Londoño Londoño Ana Sofia Higuita Mendoza     |
| Damendoppel  | Manuela Restrepo Franco Sara Julieth Avila Tirado      | Juliana Giraldo Andrade Karen Patiño Marin             | Laura Valentina Galeano Bojaca Paula Gisel Gonzalez Bernal    |
| Mixed        | Miguel Angel Quirama Tuberquia Manuela Restrepo Franco | Fabián Enrique Rodríguez Ortiz Juliana Giraldo Andrade | Sergio Armando Rincon Ochoa Lizeth Gioanna Benavides Tellez   |
| Mixed        | Miguel Angel Quirama Tuberquia Manuela Restrepo Franco | Fabián Enrique Rodríguez Ortiz Juliana Giraldo Andrade | Yamid Fabricio Gironza Montenegro Hilda Lucia Garcia Reinoso  |
| Teams        | Antioquia                                              | Valle                                                  | Quindío                                                       |
| Teams        | Antioquia                                              | Valle                                                  | Risaralda                                                     |